# Вілла-Латіна
Вілла-Латіна (італ. Villa Latina) — муніципалітет в Італії, у регіоні Лаціо,  провінція Фрозіноне.
Вілла-Латіна розташована на відстані близько 120 км на схід від Рима, 45 км на схід від Фрозіноне.
Населення — 1258 осіб (2014).

## Демографія
Населення за роками:

Станом на 1 січня 2023 року в муніципалітеті офіційно проживав 91 іноземець з 19 країн, серед них 30 громадян країн Євросоюзу та 1 громадянин України.

## Сусідні муніципалітети
- Атіна
- Бельмонте-Кастелло
- Пічиніско
- Сант'Елія-Ф'юмерапідо